# Thesprotiko
Thesprotiko (griechisch Θεσπρωτικό (n. sg.); albanisch Lelovë/-a) ist eine Kleinstadt der Gemeinde Ziros in der griechischen Region Epirus. Bis zum 1. April 1927 trug der Ort Thesprotiko den slawischen Namen Lelova (griechisch Λέλοβα (n. pl.)), der bis heute unter den Bewohnern in Gebrauch ist. Bis zur Verwaltungsreform 2010 war die Stadt Verwaltungssitz der gleichnamigen Gemeinde. Mit einer Fläche von 26,850 km² und 1363 Einwohnern (2011) ist Thesprotiko die flächengrößte und einwohnerstärkste Ortsgemeinschaft des gleichnamigen Gemeindebezirks.

## Lage
Die Ortsgemeinschaft erstreckt sich im Westen des gleichnamigen Gemeindebezirk an der Grenze zu Kranea über 26,850 km². Der Ort Thesprotiko zieht sich über zwei Kilometer in Nord-Süd-Richtung am Übergang des Baldenesi-Bergzugs zur Ebene des engen Lakkiotikos-Tals.

## Verwaltungsgliederung
Zunächst unter seinem slawischen Namen Lelova (griechisch Λέλοβα (n. pl.)) 1919 als Landgemeinde anerkannt, erhielt Thesprotiko zum 1. April 1927 seinen heutigen Namen. Die Landgemeinde Thesprotiko erhielt 1948 Gemeindestatus. Im Rahmen der Gebietsreform 1997 wurde die Gemeinde mit sieben Landgemeinden zur Gemeinde Thesprotiko fusioniert. Diese wiederum ging mit der Verwaltungsreform 2010 als Gemeindebezirk in der neuen Gemeinde Ziros auf, wo es seither den Status einer Ortsgemeinschaft hat.
Bevölkerungsentwicklung von Thesprotiko
| 1913 | 1920  | 1928 | 1940 | 1951 | 1961 | 1971 | 1981 | 1991 | 2001 | 2011 |
| ---- | ----- | ---- | ---- | ---- | ---- | ---- | ---- | ---- | ---- | ---- |
| 1299 | 1532* | 1538 | 1779 | 1857 | 2126 | 2014 | 2005 | 1936 | 1775 | 1363 |

* einschließlich Lakkomata mit 36 Einwohnern

## Töchter und Söhne
- Anastasia Tzakou (1928–2015), Architektin, Professorin